# Жуков Тимофій Семенович
Тимофій Семенович Жуков (нар. 1903, село Ребрикове, Область Війська Донського, тепер Антрацитівського району Луганської області — 1962, Луганськ) — український радянський і партійний діяч, депутат Верховної Ради УРСР 3-го скликання. Кандидат у члени ЦК КПУ в 1952—1954.

## Біографія
Народився в родині робітника. Закінчив початкову школу. Трудову діяльність розпочав у одинадцятирічному віці. У 1914—1918 роках — робітник типографії, цвяхового і шорного заводів, головних залізничних майстерень Владикавказької залізниці в місті Ростові-на-Дону.
У 1918—1930 роках — підручний слюсаря, слюсар, молотобієць, коваль, секретар шахткому шахти № 33-37 (Донбас, Ровеньківський район).
Член ВКП(б) з 1927 року.
У 1930—1936 роках — штатний пропагандист шахти № 33-37; пропагандист Краснолуцького міського комітету КП(б)У Донецької області.
У 1936—1937 роках — слухач Вищої школи пропагандистів імені Свердлова при ЦК ВКП(б) у Москві. Закінчивши у 1937 році школу пропагандистів, повернувся на партійну роботу в Донбас.
У 1937—1938 роках — інструктор, заступник завідувача відділу пропаганди і агітації Донецького (Сталінського) обласного комітету КП(б)У. У 1938—1939 роках — завідувач відділу пропаганди і агітації Сталінського обласного комітету КП(б)У.
У 1939—1940 роках — слухач Вищої школи партійних організаторів при ЦК ВКП(б) у Москві.
У 1940—1943 роках — секретар із пропаганди і агітації Читинського обласного комітету ВКП(б).
У 1943—1944 роках — завідувач відділу пропаганди і агітації Ворошиловградського міського комітету КП(б)У.
У 1944—1945 роках — 1-й секретар Дубнівського районного комітету КП(б)У Ровенської області.
У 1945 — вересні 1949 року — 1-й секретар Корецького районного комітету КП(б)У Ровенської області.
2 вересня 1949 — 12 лютого 1951 року — 2-й секретар Ровенського обласного комітету КП(б)У.
12 лютого 1951 — вересень 1952 року — 1-й секретар Ровенського обласного комітету КП(б)У.
У вересні 1952—1953 року — слухач Курсів перепідготовки перших секретарів обкомів і голів облвиконкомів при ЦК КПРС.
29 листопада 1953 — 27 грудня 1958 року — 1-й секретар Дрогобицького міського комітету КПУ. У 1959 році працював завідувачем відділу виконавчого комітету Дрогобицької обласної ради депутатів трудящих.
У травні 1959 — лютому 1962 року — заступник начальника відділу кадрів і навчальних закладів Луганської ради народного господарства (раднаргоспу).
Помер на початку лютого 1962 року в місті Луганську.

## Нагороди
- орден Трудового Червоного Прапора (23.01.1948)
- орден Вітчизняної війни 2-го ст. (1.02.1945)
- медаль «За доблесну працю у Великій Вітчизняній війні 1941—1945 рр.»
- медалі